# Jeff Chandler (bokser)
Joltin' Jeff Chandler (ur. 3 września 1956 w Filadelfii) – amerykański bokser, zawodowy mistrz świata w wadze koguciej.
Po zaledwie dwóch walkach amatorskich podpisał kontrakt i rozpoczął karierę boksera zawodowego w 1976. Pierwszą walkę zremisował, ale później wygrał następnych 17 i w kolejnej zmierzył się 26 września 1979 w Upper Darby o tytuł mistrza USBA (United States Boxing Association) w wadze koguciej z Baby Kidem Chocolate, wygrywając przez techniczny nokaut w 9. rundzie. 1 lutego 1980 w Filadelfii zdobył tytuł NABF (North American Boxing Federation) w tej samej wadze po pokonaniu Javiera Floresa przez TKO w 10. rundzie. 
14 listopada 1980 w Miami Chandler pokonał przez TKO w 14. rundzie mistrza świata federacji WBA w wadze koguciej Juliana Solísa i odebrał mu tytuł. W 1981 obronił go skutecznie wygrywając na punkty z byłym mistrzem świata Jorge Lujánem 31 stycznia w Filadelfii, remisując z Eijiro Muratą 5 kwietnia w Tokio oraz wygrywając rewanżowe walki z Solísem (25 lipca przez nokaut w 7. rundzie) i z Muratą (12 października przez TKO w 13. rundzie), obie w Atlantic City. 27  marca 1982 w Filadelfii pokonał przez TKO w 6. rundzie Johnny'ego Cartera, z którym przegrał jako amator.
W tym czasie popadł w kłopoty poza ringiem. Został oskarżony o nielegalne posiadanie kokainy i marihuany, za co otrzymał sześciomiesięczny nadzór. W kłótni ulicznej został zraniony w ramię utłuczoną butelką, jednak już w dwa miesiące później po raz kolejny obronił tytuł mistrza świata, wygrywając przez techniczny nokaut w 9. rundzie z Miguelem Iriarte 27 października 1982 w Atlantic City. 13 marca 1983 w Atlantic City po raz kolejny wyszedł zwycięsko z pojedynku o pas mistrzowski po wygranej na punkty z Gaby Canizalesem.
23 lipca 1983 w Atlantic City Chandler poniósł pierwszą w życiu porażkę w walce towarzyskiej z Oscarem Munizem. Następnie obronił tytuł wygrywając po raz kolejny z Muratą (11 września 1983 w Tokio przez TKO w 10. rundzie) i rewanż z Munizem (17 grudnia tego roku w Atlantic City przez TKO w 7. rundzie).
Stracił tytuł mistrzowski 7 kwietnia 1984 w Atlantic City po porażce przez techniczny nokaut w 14. rundzie z Richiem Sandovalem. Była to jego ostatnia walka, gdyż cierpiał na zaćmę obu oczu.
Później pracował jako trener.
Jeff Chandler został wybrany w 2000 do Międzynarodowej Bokserskiej Galerii Sławy.